# Budova Státní rady
Budova Státní rady (německy Staatsratgebäude) se nachází v metropoli Německa, v Berlíně, na adrese Schloßplatz 1. Její název odkazuje na původní využití – budova sloužila jako sídlo Státní rady, de facto kolektivní hlavy státu Východního Německa. Budova byla umístěna v tehdejším Východním Berlíně, v blízkosti Paláce republiky. V současné době v budově sídlí Evropská škola managementu a technologie.
Budova měla odkazovat na obnovu Německa po druhé světové válce; modernistické křídlo bylo přerušeno historickým portálem z počátku 18. století, který byl zrekonstruován z původního berlínského zámku a umístěn mimo osu průčelí budovy. Portál byl zrekonstruován z důvodu, že před ním Karl Liebknecht prohlásil v roce 1918 socialistickou republiku. Architekti stavby byli Hans Erich Bogatzky a Roland Korn; v původním projektu odkázali na politické určení použitím červeného kamene porfyr, který měl odkazovat na symboliku socialismu.
Zahrady s mozaikou zdobenou kašnou a nádvořím budovy Státní rady navrhl v roce 1964 zahradní architekt Hubert Matthes. Budova Státní rady začala vznikat v roce 1962 a dokončena byla o dva roky později. Slavnostního otevření stavby se účastnila tehdejší hlava státu, Walter Ulbricht. Svému původnímu účelu sloužila budova až do roku 1990, kdy došlo k znovusjednocení Německa a zániku NDR. Palác měl velkolepě řešený interiér se širokými schodišti a prostornými sály.
Budova, která je od roku 1993 památkově chráněnou, byla v letech 2003 až 2005 zrekonstruována na 35 milionů eur a přestavěna pro účely školy. I po rekonstrukci zde byly zachovány symboly Východního Německa, včetně skleněného obrazu od Waltera Womacky, jakož i mozaiky státního znaku NDR s kladivem a kružidlem podle návrhu Heinricha Jungebloedta v přednáškovém sále.
V roce 2001 nechala německá skupina Rammstein natočit videoklip k své písni Ich will právě v této budově.